# 有馬三山
有馬三山（ありまさんざん）は、兵庫県神戸市北区有馬町にある、湯槽谷山（ゆぶねだにやま）、灰形山（はいがたやま）、落葉山（おちばやま）の総称である。
類似語に「有馬山」があるが、有馬山とは東六甲から有馬一帯の山群の総称であり、特定の山を指す名称ではない。
また、地理的に六甲山地とも重なっているため、有馬三山に射場山、愛宕山愛宕山（兵庫県）を加えた総称として、「裏六甲」や「有馬五山」とも呼ばれる）。

## 三山の詳細

### 湯槽谷山（ゆぶねだにやま）
- 標高：801メートル 座標：北緯34.7825677676484,東経135.243997[3]
  - 灰形山の南にある山。
- 名前の由来
  - 行基が有馬再興の時、湯槽を造るのに良い木をこの谷から切り出したことから「湯槽谷山」の名がついた[1]。

### 灰形山（はいがたやま）
- 標高：619メートル 座標：北緯34.7891797676225,東経135.241025[3]
  - 鼓ヶ滝公園の日に見上げる岩山。
- 名前の由来
  - 豊臣秀吉が蘭若院で茶会を催したとき、千利休が風炉の灰を、この山の形に似せて盛ったところから「灰形山」の名がついた[1]。

### 落葉山（おちばやま）
- 標高：533メートル 座標：北緯34.7946125559575,東経135.242843671179[3]
- 名前の由来
  - 仁西がこの山で白髪の老人に会い、老人が投げた一葉が落ちた所から温泉がわいたという伝説がある。[4]。山頂には金鳥城跡があり、妙見宮があり、妙見山 (大阪府・兵庫県)ともいう。登山口は善福寺横にある[1]。

## 地質・地形
地質
射場山を境に南側一帯に花崗岩が広がり、六甲山地を形成している。
一方で、湯槽谷山、灰形山、落葉山は流紋岩により形成されている。
六甲山の平坦面
有馬三山・三笠（愛宕山、灰形山、落葉山：利休壮から見た）、白水峡
断層
六甲断層、藤原山断層、有野断層、射場山断層、湯槽谷断層
盆地・山地
有馬の温泉街を三方から取り囲んでいる。
射場山、歯朶ヶ尾山、湯槽谷山、灰形山、落葉山、愛宕山、天神山（高山）、鉄砲山
河川
有馬川
鼓ヶ滝
温泉
六甲山地の造山運動により、非火山性温泉が点在している。
泉源
金泉―鉄分を多く含む源泉
銀泉―二酸化炭素が溶け込んだ源泉
温泉会館金の湯、天神泉源、有明泉源、御所泉源、極楽泉源、炭酸泉源、妬泉源
その他
高塚の清水、有馬四十八滝
六甲山地最大規模の断層破砕帯、有馬ー高槻構造帯、
蓬萊峡（ほうらいきょう）の崩壊地形
亀乃尾瀧、百丈岩、鎌倉峡、千苅水源池、有馬富士、番匠屋畑尾根

## 気候
気候
全域が瀬戸内海式気候に含まれ、温暖少雨
山上と北斜面は東北地方や北海道の気候に似ていて、冷涼で冬に積雪する。
六甲颪が特徴（冬に北西から吹く季節風が山を越えて吹き降りる時に、乾燥して冷たい風になること）。
災害
六甲山鳴動・地震―過去33回確認されている。
灰形山でのがけ崩れ、ナラ枯れ、慶長地震

## 自然
野鳥
ウグイス、シジュウカラ、ホオジロ、カケス、オオルリ、カワガラス、ホトトギス、
メジロ、モズ、カッコウ、ヒガラ、キセキレイ、ヤマガラ、アオゲラ、コゲラ、ツバメ
野草
タンポポ、オオバコ、ツユクサ、ススキ
昆虫
サワガニ、シオカラトンボ、ツクツクボウシ、ミンミンゼミ、ゲンジホタル、カジカ、カスミサンショウウオ
スミスネズミ、エゾゼミ、モリアオガエル、ヒメボタル、コウベマイマイ
その他
ホタル：有馬川緑道
カスミサンショウウオ：有馬川流域（湯船谷川）で生息していたが、現在、絶滅が確認されている
植生
自然林
有間神社の社叢：ツブラジイ群落、公智神社の社叢、ひょうごの森百選（有馬神社、公智神社、紅葉谷ブナ林）
希少林
百年近いブナやイヌブナの林、有馬と名のつく植物（アリマウマノスズクサ、アリマグミ、アリマコスズ、
アリマイトスゲ、アリマシノ）

## 交通
道路
魚屋道
大場越・住吉道
三田街道（丹波街道）
神戸街道（有馬街道）
生瀬街道（旧有馬街道）
裏六甲有料道路
芦有ドライブウェイ
有馬町道路元標
大阪道
杖捨橋東詰の道標
瑞宝寺への道標
旧神戸街道の道標
有馬で最古の道標
旧街道のわかれ道の道標
炭酸泉源の道標
住吉道の道標
六甲越の道標
西国街道の裏街道＝湯の山街道
船坂越えの道
鉄道・ロープウェイ
国鉄有馬線（有馬軽便鉄道）
有馬温泉駅（神戸電鉄）
六甲有馬ロープウェー

## 歴史

### 約2億年前
丹波層群の形成

### 約7500万年前
有馬層群の形成
丹波層群形成時のマグマが地表に出たときに形成された流紋岩で有馬地域ができた。
六甲花崗岩の形成
丹波層群形成時のマグマが地下で冷え固まって形成された花崗岩で六甲山地ができた。

### 約3500万年前
神戸層群の形成
激しい火山活動により発生した火山灰が堆積して形成された。

### 約1500万年前
日本列島の誕生
同時期に有馬地域の流紋岩と六甲山地の花崗岩が地表に現れた。
列島形成時に連発した断層運動により六甲山地の断層が形成された。

### 約300万年前
大阪湖の誕生
現在の大阪湾一帯が沈降し、大阪湖が形成された。
反対に現在の六甲山地一帯は隆起し始めた。

### 約100万年前
六甲変動の時期
大阪湖誕生以降の地殻変動を指す。現在も続いている。

### 約6000年前
縄文時代の海岸線
現在の海面より3m程度高かった。

### 現代
兵庫県南部地震発生
平成7年（1995年）に発生。